# Merremia macrocalyx
Merremia macrocalyx är en vindeväxtart som först beskrevs av Hipólito Ruiz López och Pav., och fick sitt nu gällande namn av O'donell. Merremia macrocalyx ingår i släktet Merremia och familjen vindeväxter. Inga underarter finns listade i Catalogue of Life.

## Bildgalleri

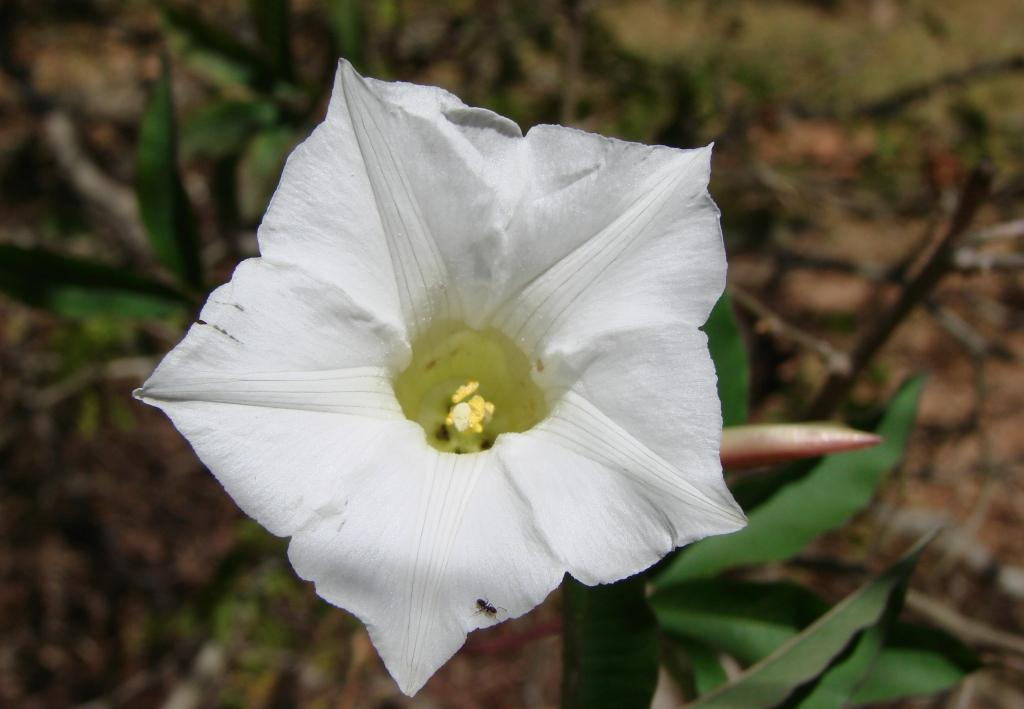
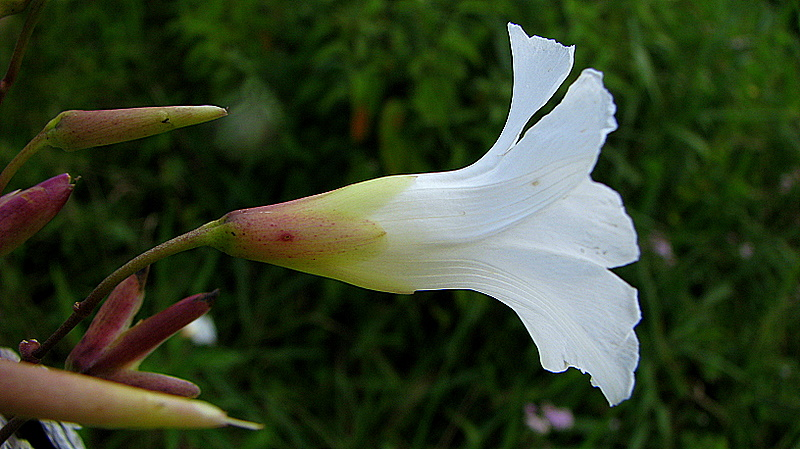
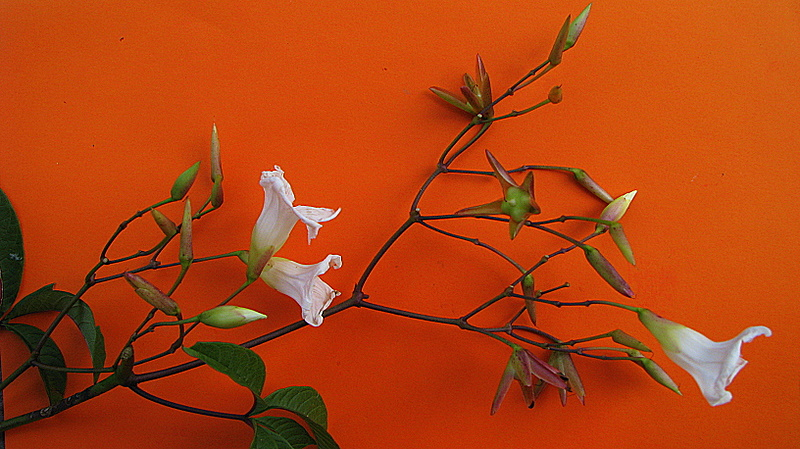
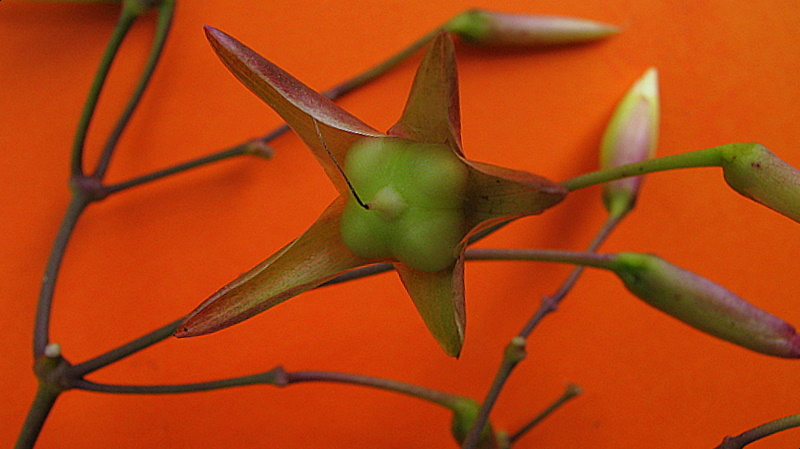